# Stanulovići
Stanulovići (em cirílico: Стануловићи) é uma vila da Sérvia localizada no município de Brus, pertencente ao distrito de Rasina. A sua população era de 26 habitantes segundo o censo de 2011.

## Demografia
| 1948 | 1953 | 1961 | 1971 | 1981 | 1991 | 2002 | 2011 |
| ---- | ---- | ---- | ---- | ---- | ---- | ---- | ---- |
| 154  | 175  | 199  | 171  | 97   | 71   | 55   | 26   |